# Gygès
Gygès (prononcé [ ʒi.ʒɛs] ; en grec ancien Γύγης / Gúgês), fils de Mermnas, fut roi de Lydie à une époque imprécisément connue : son avènement se situe entre 708 av. J.-C. et 687, sa mort entre 680 et 648 ; selon l’historien Michael Grant, le roi et le pâtre de La République de Platon ne sont pas la même personne. Il était appelé Gugu par les Assyriens, et serait à l'origine des traditions bibliques sur Gog (même si le récit biblique a été écrit une dizaine d'années après la mort de Gygès), prince de Magog (en assyrien mā(t) Gugu : « pays de Gygès »). Les conditions dans lesquelles Gygès est parvenu au pouvoir diffèrent en fonction des sources. Il succède à Candaule et fonde la dynastie des Mermnades.

## Biographie
Son règne marqua l'apogée du royaume de Lydie : il tint en respect les Cimmériens et les Assyriens, étendit son empire aux dépens des villes grecques des côtes de l'Asie Mineure, attaqua Milet et Smyrne, s'empara de Colophon, et exerça son pouvoir sur la Troade. Il mourut dans une bataille contre les Cimmériens. C’était Gygès, roi de Lydie, qui avait consacré les premières offrandes d'or et d'argent. Le philosophe péripatéticien Phanias d'Érèse dit qu'avant son règne, Apollon Pythien n'avait ni or, ni argent.
Selon Hérodote, le tyran Candaule, descendant d'Héraclès, ne cessait de vanter la beauté de sa femme à son confident Gygès, qui était le fils d'un de ses gardes. Pensant que Gygès doutait des charmes de la reine, Candaule lui ordonne de faire tout son possible pour la voir nue. Gygès, qui s'estime indigne de cette proposition, refuse. Le roi parvient à le rassurer et Gygès accepte finalement de se cacher dans la chambre royale au moment où la reine se déshabille, mais celle-ci s'en aperçoit. Elle décide alors de ne rien laisser paraître et prépare sa vengeance contre le roi qu'elle tient pour l'auteur de cet outrage. Le lendemain, elle convoque Gygès et lui propose un marché : soit il assassine Candaule pour obtenir sa main et le trône de Lydie, soit il est exécuté. Après quelques hésitations, Gygès choisit de poignarder le roi et s'empare du trône de Sardes.
Dans la version rapportée par Platon, Gygès était un simple berger de Lydie qui faisait paître son troupeau quand un affaissement de terrain se forma après un violent orage. Il s'y aventura et découvrit un énorme cheval d'airain dans les flancs duquel étaient pratiquées des portes. Après avoir ouvert ces portes, Gygès aperçut à l'intérieur du cheval le squelette d'un géant portant au doigt une bague d'or, nommée depuis anneau de Gygès. Il prit cet anneau, se le passa au doigt, et, sans dire un mot de son aventure, il alla rejoindre les autres bergers du voisinage. Il remarqua alors que, chaque fois qu'il tournait sa bague vers l'intérieur, il devenait invisible pour tous, tout en gardant la faculté de voir et d'entendre ce qui se passait autour de lui. Dès qu'il retournait la bague dans l'autre sens, il redevenait visible. Après avoir confirmé les pouvoirs de son anneau par plusieurs expériences, il se rendit au palais et séduisit la reine. Il complota avec elle la mort du roi, le tua et s'empara du trône.
La légende voudrait que ce soit sous son règne ou celui de Alyatte II qui régna sur la Lydie entre 610 et 560 av. J.-C., que la Lydie changea le système du troc par celui de la monnaie métallique, en l'occurrence d'électrum extrait du fleuve Pactole, comme l'attestent les plus anciennes pièces retrouvées à ce jour dans le monde.

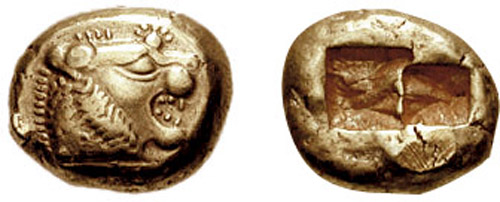
Pièce lydienne en électrum (avant le).

## Représentation picturale
L'épisode de Candaule et Gygès espionnant sa femme a été représenté dans plusieurs tableaux, notamment par le peintre flamand Jacob Jordaens dans un tableau peint autour de 1646, par William Etty en 1849 ou encore Jean-Léon Gérôme en 1858.

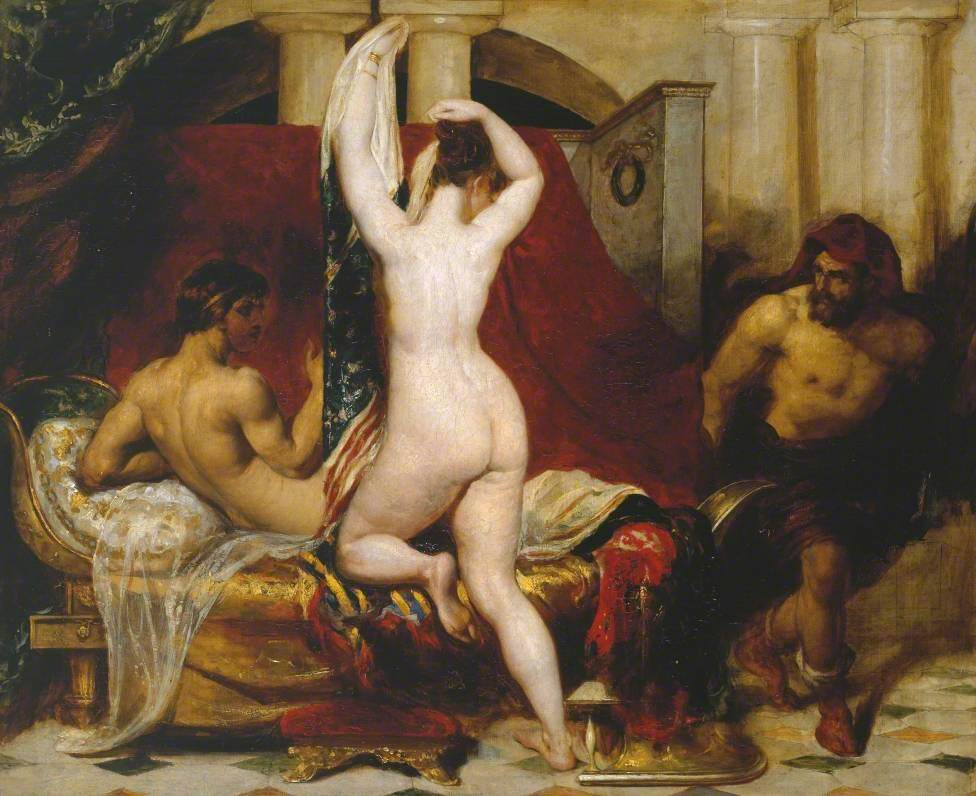
Cette toile de William Etty illustre la description d'Hérodote, selon qui Gygès a observé la reine nue, croyant qu'il ne serait jamais découvert ; mais cette dernière le voit quittant sa cachette.

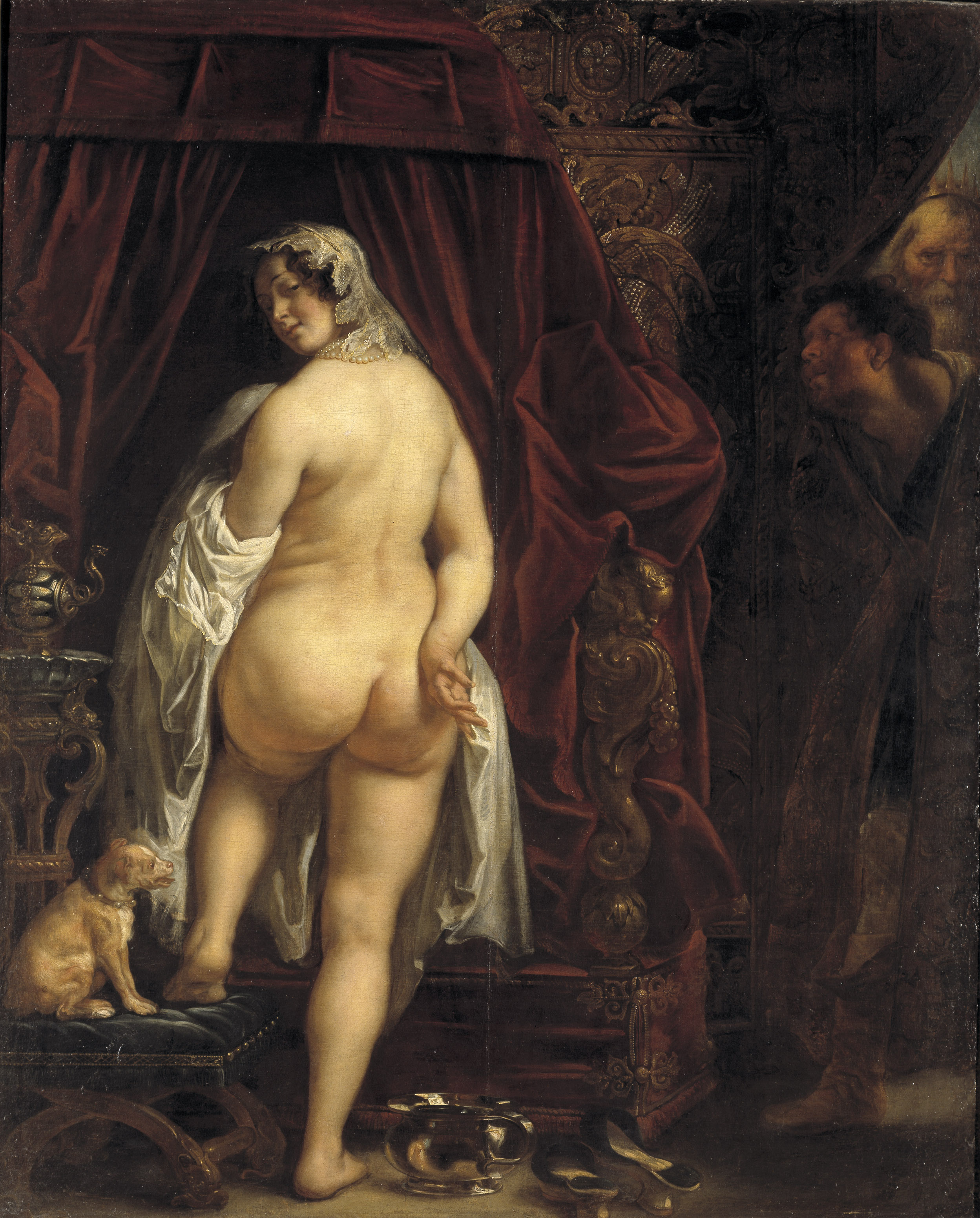
Tableau de Jacob Jordaens, Candaule, roi de Lydie, montrant sa femme à Gygès, 1646.

## Représentation scénique: dans un ballet
- Le Roi Candaule de Marius Petipa sur une musique de Cesare Pugni (1898). Le rôle de Gygès est tenu par Lev Ivanov à la première qui a lieu à Saint-Pétersbourg.

## Sources
- Hérodote, Histoires [détail des éditions] [lire en ligne] (Livre I, 7-14).
- Platon, La République [détail des éditions] [lire en ligne] (Livre II, 360).